# 대한여객 (인천)
대한여객은 인천광역시 서구의 시내버스를 운영하는 회사로 본사는 인천광역시 서구 백석동에 위치해 있다.

## 역사 및 현황
- 2014년 12월 19일: 인천광역시 서구 백석동 212-112에서 회사 설립.
- 2015년 3월 9일: 본사를 인천광역시 서구 원창로89번길 42 (원창동)으로 본사 이전.
- 2016년: 본사를 현 위치인 인천광역시 서구 백석동 212-112로 환원.
- 2020년 10월 8일 : 904-1번을 공영급행으로 이관하고 흡수되었다.

## 운행 노선
| 운행노선 | 운행구간       | 운행구간 | 운행구간     | 배차간격 (분) | 인가 대수 | 비고 |
| -------- | -------------- | -------- | ------------ | ------------- | --------- | ---- |
| 904-1번  | 청라국제도시역 | ↔        | 굴다리오거리 | 14 - 16       | 12        |      |